# دوري كرة القدم السلوفيني الدرجة الثالثة 2016–17
دوري كرة القدم السلوفيني الدرجة الثالثة 2016–17 هو موسم من دوري كرة القدم السلوفيني الدرجة الثالثة ‏. فاز فيه نادي برافو.